# Arcidiocesi di Serre
L'arcidiocesi di Serre (in latino: Archidioecesis Serrensis in Macedonia) è una sede soppressa e sede titolare della Chiesa cattolica.

## Storia
Serre, corrispondente alla città di Serres in Grecia, è un'antica sede arcivescovile autocefala della provincia romana della Macedonia Seconda nella diocesi civile omonima.
Dopo il 1204, in seguito alla quarta crociata, Serre divenne sede di un arcivescovo di rito latino. L'unico prelato conosciuto è Arnolfo, trasferito dalla sede di Termopile.
Serre è annoverata tra le sedi arcivescovili titolari della Chiesa cattolica; la sede è vacante dal 29 luglio 1967. Solo dal XX secolo la sede è diventata arcivescovile.

## Cronotassi

### Vescovi greci
- Massimiano † (prima del 449 - dopo il 451)
- Preiettizio † (VI secolo ?)[1]
- Teodoro Leonzio ? † (VII secolo)[2]
- Giorgio † (IX secolo)[3]
- Leonzio † (menzionato nel 997)[4]
- Costantino † (X/XI secolo)[5]
- Gregorio † (XI secolo)[6]
- Anonimo † (menzionato nel 1019)[7]

### Arcivescovi latini
- Arnolfo † (23 maggio 1212 - ?)

### Arcivescovi titolari
Nelle fonti gli arcivescovi titolari di Serre sono confusi con i vescovi titolari di Serra.
- Ponzio † (? - 20 maggio 1358 nominato arcivescovo titolare di Tarso)
- Nicola †
- Paolo Tommaso, O.P. † (10 dicembre 1431 - ?)
- Krzysztof Michał Dobiński † (27 giugno 1738 - 21 luglio 1769 deceduto)[8]
- Henryk Piotr Dołęga Kossowski † (24 marzo 1884 - 1º maggio 1903 deceduto)
- Juan Bautista Castro † (30 dicembre 1903 - 31 maggio 1904 succeduto arcivescovo di Caracas)
- Frediano Giannini, O.F.M. † (16 gennaio 1905 - 25 ottobre 1939 deceduto)
- Josyp Slipyj † (25 novembre 1939 - 1º novembre 1944 succeduto arcieparca di Leopoli degli Ucraini)
- Umberto Malchiodi † (18 febbraio 1946 - 30 giugno 1961 succeduto arcivescovo, titolo personale, di Piacenza)
- Louis-Joseph Kerkhofs † (7 dicembre 1961 - 31 dicembre 1962 deceduto)
- Angelo Paino † (7 marzo 1963 - 29 luglio 1967 deceduto)